# L'écume des jours (película de 1968)
L'écume des jours (literal, La espuma de los días) es una película francesa dirigida por Charles Belmont y estrenada en 1968. Es la adaptación cinematográfica de la conocida novela traducida como La espuma de los días de Boris Vian. 

## Sinopsis
Chick se enamora de Alise con una intensidad poco común, pasión que paradójicamente devorará su relación. Al tiempo, Colin, el personaje principal, también se enamora de una mujer, Chloé, cuyo nombre le hace rememorar una pieza de jazz de Duke Ellington de idéntico nombre. Pero la enfermedad y la falta de dinero cambiarán sus destinos. Una sola cita para situar el estilo de Boris Vian: « Lo que me interesa no es la felicidad de todos los hombres, sino la de cada individuo.» ( La espuma de los días, 1947)

## Ficha técnica
- Dirección: Charles Belmont
- Guion: Charles Belmont, Philippe Dumarçay, Pierre Pelegri, basado en L'Écume des jours de Boris Vian
- Música: André Hodeir
- Fotografía: Jean-Jacques Rochut
- Música: Jean Baronnet
- Montaje: Jean Hamond
- Decorados: Agostino Pace
- Vestuario: Christiane Bailly
- Producción: André Michelin
- Productor: Chaumiane
- Distribución:
- Género: Comedia dramática y romance
- Duración: 110 minutos
- País de origen: Francia
- Formato: Cinemascope
- Fecha de lanzamiento: 20 de marzo de 1968

## Reparto
- Jacques Perrin : Colin
- Annie Buron : Chloé
- Sami Frey : Chick
- Bernard Fresson : Nicolas
- Marie-France Pisier : Alise
- Alexandra Stewart : Isis
- Sacha Pitoëff :  farmacéutico
- Ursula Kübler: monja
- Moune de Rivel
- Martine Ferrière
- Jacques Rispal
- Albert Simono
- Claude Piéplu: médico
- René-Jean Chauffard
- Sacha Briquet
- Delphine Seyrig (voz)

## Música
La música de la película es de André Hodeir con algunos efectos electrónicos de Pierre Henry .